# Retribution (álbum)
| Críticas profissionais | Críticas profissionais |
| Avaliações da crítica  | Avaliações da crítica  |
| Fonte                  | Avaliação              |
| ---------------------- | ---------------------- |
| allmusic               | [ 1 ]                  |

Retribution é o sexto álbum de estúdio da banda de thrash metal norte-americana Shadows Fall, lançado em 15 de setembro de 2009.

## Faixas
1. "The Path to Imminent Ruin" — 1:13
2. "My Demise" — 6:59
3. "Still I Rise" — 3:57
4. "War" — 3:40
5. "King of Nothing" (com Randy Blythe de Lamb of God) — 4:15
6. "The Taste of Fear" — 4:07
7. "Embrace Annihilation" — 5:10
8. "Picture Perfect" — 3:55
9. "A Public Execution" — 6:07
10. "Dead and Gone" — 6:35

Todas as faixas por Shadows Fall.

## Desempenho nas paradas musicais
| Parada musical (2009)               | Posição |
| ----------------------------------- | ------- |
| Estados Unidos - Hard Rock Albums   | 3       |
| Estados Unidos - Independent Albums | 4       |
| Estados Unidos - Rock Albums        | 11      |
| Estados Unidos - Billboard 200      | 35      |

## Créditos[3]
- Brian Fair — Vocal
- Jonathan Donais — Guitarra, vocal de apoio
- Matt Bachand — Guitarra, vocal de apoio
- Paul Romanko — Baixo
- Jason Bittner — Bateria